# Нагієв Дмитро Володимирович
Дмитро́ Володи́мирович Нагі́єв (рос. Дмитрий Владимирович Нагиев; нар. 4 квітня 1967, Ленінград, СРСР) — російський актор, музикант, шоумен і телеведучий.

## Біографія

### Походження
Народився 4 квітня 1967 року в Ленінграді (Нині в Санкт-Петербурзі).
Предки батька Дмитра Нагієва, іранські араби, після Першої світової війни перебралися до Туркменістану з Ірану, рятуючись від голоду. По дорозі на чужину всі померли від голоду, і в живих залишився лише дід Дмитра — Гулам, якому тоді було дев'ять років. Його відправили в туркменський дитячий будинок, де і дали азербайджанське прізвище. Дід, крім російської і азербайджанської мови, володів також арабською і туркменською. Дружина Гулама (Миколи Нагієва) Гертруда Сопке була наполовину німкенею, наполовину латишкою. Її предками були балтійці з прізвищем Лейє і німці з прізвищем Сопке. Дід по материнській лінії був першим секретарем Петроградського райкому КПРС. У своїх програмах часто згадує свого діда, цитуючи його фрази (або приписуючи йому власну).
В юності Дмитро займався самбо, ще в 1980-ті роки отримав звання чемпіона СРСР серед юніорів.. Займався фарцуванням, за що притягувався до кримінальної відповідальності.

## Кар'єра
Після закінчення школи Дмитро став студентом Електротехнічного інституту ім. Ульянова (факультет автоматики та обчислювальної техніки). Потім була армія. Як спортсмена, Нагієва направили в спортроту, але там не виявилося секції самбо. Довелося Дмитру відправлятися у війська ППО під Вологду. В армії було нелегко — додому він повернувся з переламаним носом і ребрами.
В 1991 році закінчив Ленінградський державний інститут театру, музики і кінематографії, де займався в акторській майстерні B.B. Петрова. Постійне примруження у Нагієва залишився після перенесеного паралічу лицьового нерва. Потім працював у Франкфурті-на-Майні в театрі «Час», далі був ведучим на «Радіо-Модерн» і 4 рази визнавався найкращим радіоведучим країни. Паралельно працював в Санкт-Петербурзі діджеєм в клубах. Також був ведучим конкурсів краси.

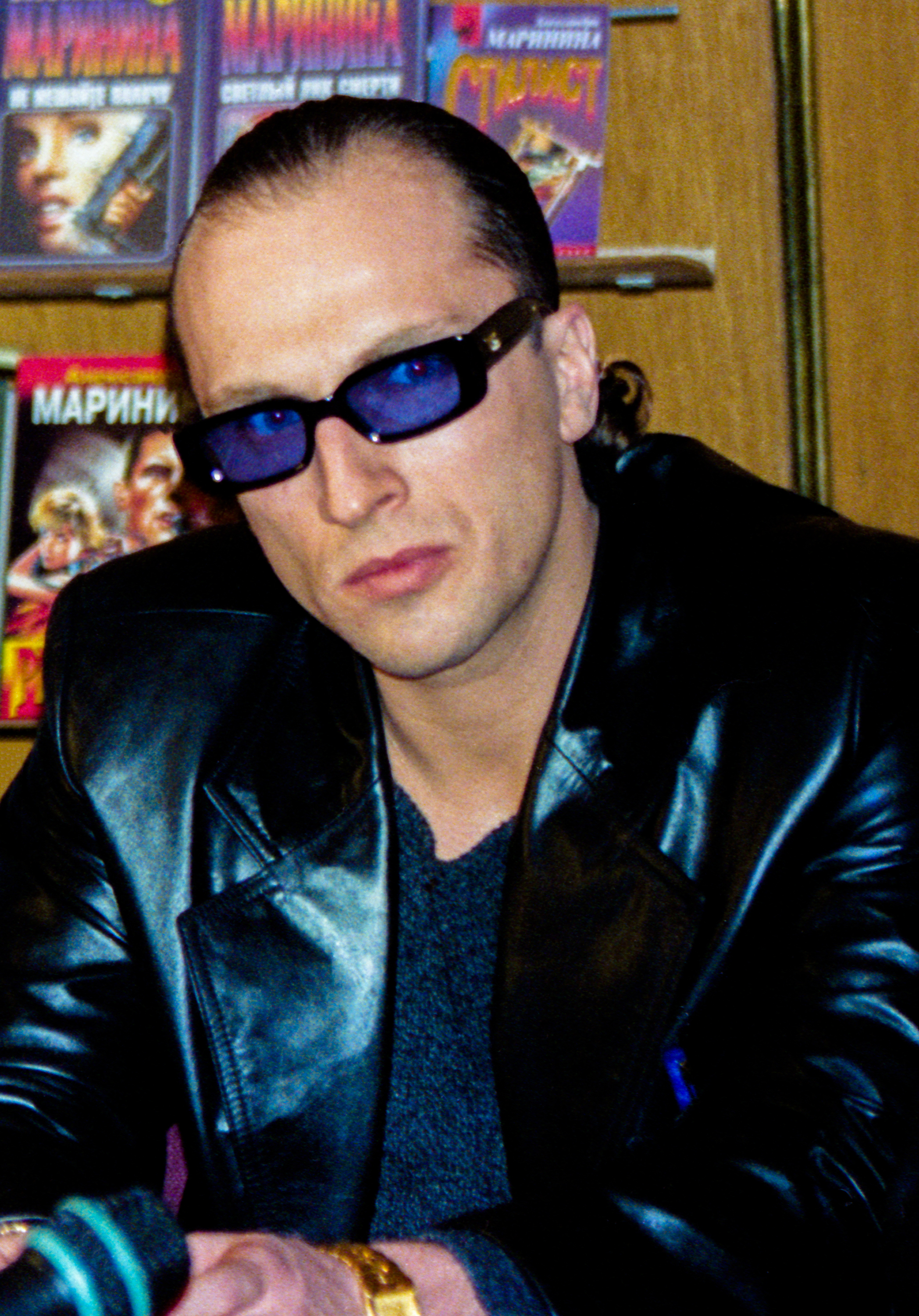
Нагієв у 2000 році

В 1997 році Дмитро Нагієв в петербурзькому дансинг-холі «Континент» робить авторське шоу. Там він розігрує конкурси і проводить жартівливий аукціон. На все дійство запрошуються різні артисти. У тому ж році зіграв свою першу головну роль у кіно — чеченського польового командира Дукуза Ісрапілова у фільмі Олександра Невзорова «Чистилище». Знявся у телесеріалі «Каменська».
Потім з'явився на телебаченні, де вів програми «Телекомпакт», «Одного разу ввечері», «Тягар Грошей», ток-шоу «Окна». Виконав одну з головних ролей в гумористичних телесеріалах «Обережно, модерн!», «Обережно, модерн! 2» і «Обережно, Задов!». Також був ведучим спортивно-розважального шоу «Великі перегони», в 2003 році вів фінальне шоу проекту «Дом» на телеканалі ТНТ. У 2011 році спільно з Наталією Андрейченко вів реаліті-шоу «Мама в законі» на телеканалі «Перець».
Часто бере участь у журі у Вищій лізі КВК.
У 2012—14 роках знімався у російському гумористичному серіалі «Кухня» (роль власника ресторану «Клод Моне»).
У 2012-тому розпочав зніматися телеведучим у музичному проекті Голос (знімається посьогодення).
21 жовтня 2013 року на екранах з'явився російський комедійний телесеріал (ситком) «Два батька і два сина» — виробництва компанії «YBW Group», в якому Дмитро грає Павла Гурова, відомого актора, а за сумісництвом батька і діда.
В 2014 році знявся у російському комедійному телесеріалі «Фізрук».
Музичну кар'єру почав під час роботи на радіо «Модерн». Записав два альбоми: «Політ в нікуди» 1998 і «Срібло» 2006 року.
В 2021 році знявся у російському комедійному фільмі «Прабабуся легкої поведінки».
В 2025 пішов у стрип-клуб «Олеся».

## Фільмографія

### Кіно і телебачення
| Рік       |   | Назва українською   | Назва мовою оригіналу | Роль                                                                         |
| --------- | - | ------------------- | --------------------- | ---------------------------------------------------------------------------- |
| 1996—1998 | с | Обережно, модерн!   | Осторожно, модерн!    | різні ролі                                                                   |
| 1997      | с | Чистилище           | Чистилище             | Дукуз Ісрапілов, чеченський польовий командир                                |
| 1999—2001 | с | Каменська           | Каменская             | Михайло Лєсніков                                                             |
| 2001—2004 | с | Обережно, модерн! 2 | Осторожно, модерн! 2  | прапорщик Задов / Пашка Задов / Зіна Тракторенко / Степан Сморковичев та ін. |
| 2001—2002 | с | Кріт                | Крот                  | Вахтанг Георгійович Маргеладзе, кримінальний авторитет                       |
| 2002      | с | Кріт 2              | Крот 2                | Вахтанг Георгійович Маргеладзе, кримінальний авторитет                       |
| 2007      | с | На шляху до серця   | На пути к сердцу      | Олександр Некрасов, клоун з хворим серцем                                    |
| 2008      | ф | Найкращий фільм     | Самый лучший фильм    | прапорщик                                                                    |
| 2012—2016 | с | Кухня               | Кухня                 | Дмитро Володимирович Нагієв, камео, власник ресторану «Claude Monet»         |
| 2014—2017 | с | Фізрук              | Физрук                | Олег Євгенович Фомін («Фома»), бандит                                        |
| 2018      | ф | Непрощенний         | Непрощённый           | Віталій Калоєв                                                               |
| 2019      | с | СеняФедя            | СеняФедя              | Дмитро Володимирович Нагієв, камео                                           |
| 2021      | ф | 12 стільців         | 12 стульев            | Остап Бендер                                                                 |

### Озвучування мультфільмів
| Рік  | Назва українською                       | Назва мовою оригіналу                | Роль       |
| ---- | --------------------------------------- | ------------------------------------ | ---------- |
| 2012 | Снігова королева                        | Снежная королева                     | вихователь |
| 2014 | Три богатирі. Хід конем                 | Три богатыря. Ход конём              | Дуб        |
| 2016 | Смішарики. Легенда про золотого дракона | Смешарики. Легенда о золотом драконе | Дизель     |
| 2016 | Синдбад. Пірати семи штормів            | Синдбад. Пираты семи штормов         | Антіох     |